# كيمار روفي
كيمار روفي (بالإنجليزية: Kemar Roofe)‏ (6 يناير 1993 بوالسال في المملكة المتحدة - ) هو لاعب كرة قدم بريطاني في مركز الوسط. لعب مع أكسفورد يونايتد وكولتشستر يونايتد ونادي فيكينغور ووست بروميتش ألبيون ونادي تشيلتنهام تاون لكرة القدم ونادي نورثامبتون تاون.

## وصلات خارجية
- كيمار روفي على موقع الاتحاد الأوربي (الإنجليزية)
- كيمار روفي على موقع قاعدة بيانات كرة القدم.إي يو (الإنجليزية)
- كيمار روفي على موقع ناشيونال فوتبول تيمز (الإنجليزية)
- كيمار روفي على موقع Soccerbase.com (لاعب) (الإنجليزية)
- كيمار روفي على موقع Soccerway.com (الإنجليزية)
- كيمار روفي على موقع عالم كرة القدم.نت (الإنجليزية)
- كيمار روفي على موقع AS.com (الإسبانية)